# Cerastium tolucense
Cerastium tolucense är en nejlikväxtart som beskrevs av D.A. Good. Cerastium tolucense ingår i släktet arvar, och familjen nejlikväxter. Inga underarter finns listade i Catalogue of Life.